# FRACTRAN
FRACTRAN —
полный по Тьюрингу эзотерический язык программирования, предложенный Джоном Конвеем.
Программа на FRACTRAN записывается как упорядоченный список положительных дробей вместе с начальным положительным целочисленным входом {\displaystyle n}.
Программа запускается путём обновления целого числа {\displaystyle n} следующим образом:
- для первой дроби {\displaystyle f} в списке, для которой произведение {\displaystyle n\cdot f} является целым числом, заменяется {\displaystyle n} на {\displaystyle n\cdot f}
- это правило повторяется до тех пор, пока ни одна дробь в списке не выдаст целое число при умножении на {\displaystyle n}, затем останавливается.

Например следующая программа генерирует простые числа:
{\displaystyle \left({\frac {17}{91}},{\frac {78}{85}},{\frac {19}{51}},{\frac {23}{38}},{\frac {29}{33}},{\frac {77}{29}},{\frac {95}{23}},{\frac {77}{19}},{\frac {1}{17}},{\frac {11}{13}},{\frac {13}{11}},{\frac {15}{2}},{\frac {1}{7}},{\frac {55}{1}}\right)}
Начиная с {\displaystyle n=2} эта программа генерирует следующую последовательность целых чисел:
2, 15, 825, 725, 1925, 2275, 425, 390, 330, 290, 770, …
После 2 эта последовательность содержит следующие степени 2:
{\displaystyle 2^{2}=4,\,2^{3}=8,\,2^{5}=32,\,2^{7}=128,\,2^{11}=2048,\,2^{13}=8192,\,2^{17}=131072,\,2^{19}=524288,\,\dots }
которые являются простыми степенями 2.

## Свойства
Программа FRACTRAN может рассматриваться как тип машины Минского, где регистры хранятся в простых показателях в аргументе {\displaystyle n}.
Используя нумерацию Гёделя, положительное целое число {\displaystyle n} может кодировать произвольное число произвольно больших положительных целочисленных переменных.
Значение каждой переменной кодируется как показатель простого числа в простой факторизации целого числа.
Например, целое число:
{\displaystyle 60=2^{2}\times 3^{1}\times 5^{1}}
представляет состояние регистра, в котором одна переменная (которую мы будем называть {\displaystyle v_{2}}) содержит значение 2, а две другие переменные ({\displaystyle v_{3}} и {\displaystyle v_{5}}) содержат значение 1.
Все остальные переменные содержат значение 0.
Программа FRACTRAN — это упорядоченный список положительных дробей.
Каждая дробь представляет собой инструкцию, которая проверяет одну или несколько переменных, представленных основными факторами её знаменателя.
Например:
{\displaystyle f_{1}={\frac {21}{20}}={\frac {3\times 7}{2^{2}\times 5^{1}}}}
проверяет две переменные {\displaystyle v_{2}} и {\displaystyle v_{5}}.
Если {\displaystyle v_{2}\geq 2} и {\displaystyle v_{5}\geq 1}, то выполняются присвоения {\displaystyle v_{2}:=v_{2}-2}, {\displaystyle v_{5}:=v_{5}-1}, {\displaystyle v_{3}:=v_{3}+1}, {\displaystyle v_{7}:=v_{7}+1}.
Например:
{\displaystyle 60\cdot f_{1}=2^{2}\times 3^{1}\times 5^{1}\cdot {\frac {3\times 7}{2^{2}\times 5^{1}}}=3^{2}\times 7^{1}}
Поскольку программа FRACTRAN представляет собой просто список дробей, эти инструкции проверка-присвоение являются единственными допустимыми инструкциями на языке FRACTRAN.
Кроме того, применяются следующие ограничения:
- каждый раз, когда выполняется инструкция, проверяемые переменные также уменьшаются;
- одна и та же переменная не может быть одновременно уменьшена и увеличена в одной инструкции (в противном случае дробь, представляющая эту инструкцию, не будет несократимой);
- инструкция FRACTRAN неспособна непосредственно проверить, равна ли переменная 0; однако есть непрямой способ это сделать путём создания инструкции, которая помещается после других инструкций, которые проверяют конкретную переменную.